# Röthenbach (metrostation)
Röthenbach is een metrostation in het district Röthenbach van de Duitse stad Neurenberg. Het station werd geopend op 27 september 1986 en wordt bediend door lijn U2 van de metro van Neurenberg.